# Угроза (фильм, 1949)
«Угроза» (англ. The Threat) — нуаровый триллер режиссёра Феликса Э. Файста, который вышел на экраны в 1949 году.
Фильм рассказывает о жестоком бандите Клугере (Чарльз Макгроу), который, сбежав из тюрьмы, решает отомстить арестовавшему его копу (Майкл О’Ши), добившемуся его осуждения окружному прокурору (Фрэнк Конрой) и подружке одного из бандитов (Вирджиния Грей), которая, как он считает, сдала его полиции. Он похищает всех троих, собираясь с ними расправиться, а затем бежать за границу.
Несмотря на скромный бюджет и достаточно стандартный сценарий, фильм получил очень высокие оценки критики благодаря стремительному темпу картины, напряженной постановке режиссёра Феликса Файста, и, особенно, благодаря игре Чарльза Макгроу в роли главного злодея.

## Сюжет
В Лос-Анджелесе детектив Рэй Уильямс (Майкл О’Ши) отправлен на несколько лет домой после того, как во время очередной операции получил травму ребра. Беременная жена Энн (Джули Бишоп) уговаривает Рэя перейти на более безопасную офисную работу. В этот момент инспектор полиции Мёрфи (Роберт Шейн) сообщает Рэю по телефону о побеге из тюрьмы «Фолсом» приговорённого к смертной казни опасного преступника и убийцы Арнольда «Реда» Клугера (Чарльз Макгроу). В своё время Клугер поклялся убить Рэя и окружного прокурора Баркера «Мака» Макдональда (Фрэнк Конрой), которые сыграли ключевую роль в его задержании и осуждении. Несмотря на приказ начальства и просьбы жены, Рэй немедленно направляется на работу, чтобы участвовать в поимке Клугера. Когда он выходит во двор и садится в свой служебный автомобиль, спрятавшийся на заднем сидении Клугер вместе со своим подручным Ником Деймоном (Энтони Карузо), наставляют на Рея пистолет и приказывают ехать в указанное ими место. Вскоре Клугер вместе с сообщниками под видом маляров проникают в офисное здание, и, связав охрану, похищают прокурора Макдональда прямо из его служебного кабинета. Затем Ник направляется в один из ночных клубов, где после вечерней программы у служебного входа ловит артистку по имени Кэрол (Вирджиния Грей), которая была подружкой Тони Анцо, одного из криминальных партнёров Клугера. Угрожая ей оружием, Ник привозит Кэрол на квартиру, где уже содержатся связанные Рэй и Мак. Во время короткого разговора с заложниками Клугер даёт им понять, что заставит их страдать, как страдал последнее время он сам, а затем, перед тем, как окончательно скрыться, убьёт всех троих. Слушая по радио информацию о ходе полицейской операции по розыску как его самого, так и заложников, Клугер понимает, что долго оставаться в городе нельзя. Для того, чтобы выиграть время, Клугер, угрожая пытками немолодому Маку, вынуждает Рэя позвонить своему боссу Мерфу и сообщить, что он обнаружил в баре одинокого Деймона и следит за ним. Кэрол просит её отпустить, заявляя Клугеру, что она его не сдавала, однако тот уверен, что донести на него мог только тот, кто знал, где был спрятан сейф с украденными деньгами и ценностями, который в итоге попал в руки полиции. Таких людей среди живых, по словам Клугера, осталось трое — он сам, его партнёр Тони Анцо и Кэрол. Увидев у неё на руке браслет из спрятанной в сейфе добычи, Клугер заявляет, что она сдала его, чтобы присвоить себе содержимое сейфа, однако Кэрол клянётся, что браслет подарил ей Тони. При допросе Рэя тот заявляет, что сейф с драгоценностями был обнаружен на основе информации, поступившей от тайного информатора в Мексике, где в данный момент скрывается Тони. Рэй также говорит Клугеру, что в сейфе были только драгоценности и ценные бумаги, однако 100 тысяч долларов исчезли, и совершенно очевидно, что у Кэрол этих денег нет. Такая ситуация заставляет Клугера задуматься, но тем не менее, он продолжает следовать своему плану. По телефону он заказывает большой трейлер для перевозки мебели. Прибывшему водителю Джо Тёрнеру (Дон Макгуайр) Клугер сразу же угрожает пистолетом, превращая его ещё в одного заложника. Затем он требует загнать в трейлер автомобиль Рэя, после чего приказывает Джо, Маку и Кэрол сесть в салон автомобиля. Затем Клугер приказывает спрятать автомобиль за мебелью и домашней утварью, создавая впечатление, что трейлер перевозит вещи на новую квартиру. Затем Клугер сам садится в трейлер, предварительно просверлив в нём отверстия для наблюдения за ситуацией. В салон вместе с Джо садится также один из подручных Клугера по имени Лефти (Фрэнк Ричардс).
Тем временем полиция окружает блокпостами все выезды из города, и на одном из них бандиты едва не попадаются, когда пожилой коп, как ему кажется, узнаёт Лефти. Через некоторое время после выезда из города Джо просит разрешения заправить автомобиль. На АЗС во время заправки неожиданно появляются двое копов на мотоциклах, один из которых внимательно осматривает трейлер, а затем требует от Лефти, чтобы тот показал, что они перевозят. Бандиту с трудом удаётся уговорить копа отказаться от осмотра грузовика, однако в этот момент связанный Рэй головой нажимает на гудок своего автомобиля внутри трейлера, после чего коп требует вынуть все вещи и показать, что находится в трейлере. Клугер, который наблюдал за свей сценой сквозь проделанное отверстие, стреляет в копа, который падает и теряет сознание. Толком не заправившись, трейлер срывается с места, доезжая до ближайшего леса, где Клугер приказывает выгнать из него автомобиль Рэя. Бросив трейлер, вся группа продолжает движение на легковой машине в направлении глухого местечка под названием Бэннинг в пустыне Мохаве, куда на лёгком самолёте должен прилететь Тони. Добравшись до искомого места, Клугер, Ник и Лефти проходят в сарай, закрывая Рэя и Мака в наручниках в одной из комнат. Расположившись в комнате у входа, бандиты продолжают слушать по радио полицейские переговоры, из которых становится ясно, что полиция пытается накрыть все ближайшие точки, куда мог бы посадить самолёт Тони, который летит из Мексики. Вызвав Рэя, Клугер заставляет его связаться по полицейской связи с Мёрфи, сообщив ему, что он в порядке и ведёт слежение за Деймоном вдалеке от Бэннинга. Однако, прежде чем закончить разговор, Рэй передаёт через Мёрфи послание Энн с приветом «Декстеру» — это имя Энн хочет дать их будущему сыну, однако на которое, как говорил ей Рэй, он согласится только в случае, если «ему к спине приставят пистолет». Некоторое время спустя в ожидании самолёта бандиты от жары и усталости засыпают. В этот момент Джо, который достал из своего грузовика припрятанный пистолет, угрожая бандитам, пытается бежать, однако Клугер словами убеждает его отдать оружие, а затем хладнокровно убивает Джо из его же пистолета. После того, как Ник и Лефти снова засыпают, Клугер на всякий случай вынимает из их револьверов пули. Некоторое время спустя отчаявшаяся Кэрол пытается соблазнить его, говоря, что хочет стать его девушкой, однако Клугер грубо отталкивает её. Тем временем, когда послание Рэя доходит до Энн, она понимает его тайный смысл, после чего по полицейской связи сообщает Мёрфи о том, что его мужа держат в заложниках. Находясь в машине Рэя, Клугер слышит предупреждение Энн. В этот момент Кэрол достаёт из кармана одного из бандитов ключи от наручников, и освобождает Рэя и Мака. Те отбирают у двух спящих бандитов оружие, после чего связывают их. Укрывшись за запертой дверью, Рэй и Мак ждут возвращения Клугера. Когда тот заходит в сарай, то чувствует что-то неладное. Услышав голоса Рэя и Мака из-за двери, Клугер сразу же стреляет по ним сквозь деревянную дверь, раня Рэя в ногу. Рэй и Мак пытаются открыть ответный огонь, но быстро понимают, что их оружие не заряжено. В этот момент над сараем слышится шум аэроплана Тони, и Клугер выбегает на улицу, чтобы указать ему место посадки. Воспользовавшись ситуацией, Рэй забирается на стропила сарая, и когда Клугер возвращается в помещение, прыгает на него, выбивая из его рук пистолет. Клугер быстро расправляется с Рэем, нанося ему мощный удар стулом по голове, после чего тот теряет сознание. Однако в этот момент Кэрол успевает первой подобрать пистолет, из которого дважды в упор стреляет в Клугера, убивая его на месте. Придя в себя, Рэй благодарит Кэрол, после чего отправляется во двор, чтобы арестовать Тони. После завершения операции Энн с радостью сообщает мужу, что у них будут близнецы, и один из которых будет носить имя Декстер.

## В ролях
- Майкл О’Ши — детектив Рэй Уильямс
- Вирджиния Грей — Кэрол
- Чарльз Макгроу — Арнольд «Ред» Клугер
- Джули Бишоп — Энн Уильямс
- Фрэнк Конрой — окружной прокурор Баркер Макдональд
- Роберт Шейн — инспектор Мёрфи
- Энтони Карузо — Ник Деймон
- Дон Макгуайр — Джо Тёрнер
- Фрэнк Ричардс — Лефти
- Майкл Макхейл — детектив Дженсен

## Создатели фильма и исполнители главных ролей
К числу наиболее популярных картин режиссёра Феликса Файста относятся фильмы нуар «Дьявол едет автостопом» (1947), «Человек, который обманул себя» (1950) и «Завтра будет новый день» (1951), а позднее — вестерн «Большие деревья» (1952) и научно-фантастический фильм «Мир Донована» (1953).
Историк кино Эдди Мюллер в своей книге «Тёмный город: потерянный мир фильма нуар» написал про актёра Чарльза Макгроу, что он «выглядит как бронеавтомобиль, одетый в костюм в полоску». Ещё более впечатляющим, чем его внешность, был хриплый голос Макгроу, который «звучал так, как будто кулак хватал его за гортань каждый раз, когда он должен был что-либо произнести». Как пишет Джефф Стаффорд, «хотя сегодня Макгроу не очень известен, однако он был заметной фигурой в триллерах категории В конца 1940-х и начала 1950-х годов», сыграв в таких фильмах, как «Убийцы» (1946), «Инцидент на границе» (1949), «Ограбление инкассаторской машины» (1950), «Препятствие» (1951), «Женщина его мечты» (1951), «Узкая грань» (1952) и «Лазейка» (1954). Анализируя актёрскую привлекательность Макгроу, Мюллер отметил, что «присутствие в кадре его привлекающей внимание, коренастой фигуры добавляло любой сцене дополнительный вес. Немногие актёры в ролях злодеев были столь же ощутимо пугающими, и немногие актёры могли донести в ролях героев столь неумолимую решимость так же непринуждённо и правдоподобно, как это делал Макгроу. Он был очень естественен на экране». Как далее пишет Стаффорд, «к началу 1960-х годов Макгроу приобрёл располагающий к себе образ видавшего виды человека, что с успехом было использовано Стэнли Кубриком в фильме „Спартак“ (1960), Энтони Манном — в фильме „Симаррон“ (1961) и Альфредом Хичкоком в фильме „Птицы“ (1963)». Карьера Макгроу трагически оборвалась в результате чудовищного несчастного случая. Он поскользнулся в собственном душе, разбил дверцу и погиб в результате рассечения огромным осколком стекла. «Это был ужасный конец для одного из выдающихся актёров фильма нуар», — заключает Стаффорд. По информации Американского института киноискусства, «в этой картине Макгроу сыграл свою первую главную роль».
На протяжении 1940-50-х годов Вирджиния Грей сыграла как главные, так и второстепенные роли во множестве фильмов нуар категории В, среди них «Убийство на Центральном вокзале» (1942), «Странники в ночи» (1944), «Как по маслу» (1946), «Шоссе 301» (1950) и «Преступление страсти» (1957).

## История создания фильма
Рабочее название этого фильма — «Ужас» (англ. Terror).
Как пишет Гленн Эриксон, до прихода Говарда Хьюза к власти в кинокомпании РКО на главную роль рассматривался «крутой парень Лоуренс Тирни», который перед этим удачно сыграл главную роль в фильме Файста «Дьявол едет автостопом» (1947). Однако «либо он показался слишком дорогим, либо слишком проблемным, а может быть Хьюзу не нравилось его лицо. Вместо этого миллионер выдвинул на главную роль Чарльза Макгроу (хотя и указал его в титрах лишь третьим)». Гленн Эриксон приводит мнение Алана К. Роуда, автора книги «Чарльз Макгроу: биография крутого парня фильма нуар», что «Макгроу или его агент, возможно, организовали к себе дополнительное внимание Хьюза с помощью рекламы в профессиональных изданиях, и, возможно, даже сфабриковали некоторые письма поклонников. Как бы то ни было, Хьюз был достаточно впечатлён, чтобы подписать с Макгроу контракт как со звездой, благодаря чему мы получили такие великолепные картины, как „Ограбление инкассаторской машины“ и „Узкая грань“. Однако несколько лет спустя Хьюз, который выдвинул Макгроу, потерял к нему интерес, и Макгроу не удержался надолго как исполнитель главных ролей».
По информации Американского института киноискусства, первоначально на роль Кэрол была назначена контрактная звезда студии RKO Глория Грэм, однако она отказалась, за что на некоторое время студия отстранила её от работы.
Как пишет Гленн Эриксон, в работе над фильмом нашли отражения реалии кино того периода, когда шёл «переход от экспрессионистских нуаров 1940-х к натуралистическим нуарам 1950-х годов. Этот переход усугублялся бюджетными реальностями — всё становилось дороже, а публика убывала из-за распространения телевидения». В такой ситуации фильмы, подобные «Угрозе», «были вынуждены подавать свои напряжённые моменты без обращения к изощрённым визуальным решениям». Эриксон далее указывает: «Фильм показывает, как в конце 1940-х годов команда кинопрофессионалов срезала углы, когда громоздкое оборудование, для которого требовалось много света, практически не давало возможности снимать дешёвые фильмы». Создателям приходилось сокращать экранное время, «но главным было малое количество декораций и использование ограниченного числа ракурсов». В этом плане режиссёр Файст ограничил сценическое оформление четырьмя или пятью декорациями и одной квартирой в Лос-Анджелесе. Большая часть съёмок в этих декорациях ограничена одним основным ракурсом с отдельными дополнительными врезками. Некоторые из этих декораций студия RKO ранее уже использовала в других своих фильмах. В частности, в сцене похищения Кэрол показывает служебный выход из ночного клуба с помощью такой старой декорации, добавив охранника и одну артистку шоу и сняв их достаточно крупным планом. По мнению Эриксона, «основные деньги были предположительно использованы на работу на натуре в долине Сан-Фернандо, где снимался путь трейлера и прибытие его к сараю, расположенному в полной пустоте. Лёгкие самолёты пролетают пару раз (в фильме Хьюза обязательно должен быть самолёт, это закон), но они ни разу не приземляются. Камера движется мало за исключением одной яркой сцены, когда стремительная камера на операторском кране блуждает под потолком, показывая, как Рэй, чтобы выбраться из запертой комнаты, залезает наверх по конструкциям сарая».

## Оценка фильма критикой

### Общая оценка фильма
Как отмечает Гленн Эриксон, «фильм впечатлил большинство писавших о нём критиков. Малые фильмы вроде этого часто оставались незамеченными, однако некоторые влиятельные газеты и журналы обратили внимание на Макгроу, с восхищением описывая его игру». Так, после выхода фильма на экраны Энтони Вайлер в газете «Нью-Йорк Таймс» дал ему позитивную оценку, написав, что хотя он «и не отходит слишком заметно от схемы, созданной предыдущими приключениями о копах и убийцах, тем не менее, он показывает жестокого убийцу, который представляет такую дикую угрозу, которую замершие от ужаса зрители не видели уже давно». Критик особо отметил «стремительный темп картины и достаточно хорошо прописанный сценарий», а также игру Чарльза Макгроу, который «первоклассен в роли безжалостного гангстера с массивной квадратной челюстью и хриплым голосом», в то время как «Майкл О’Ши, Вирджиния Грей и Фрэнк Конрой вносят свой вклад, создавая адекватные образы копа, подружки гангстера и окружного прокурора. Преступление, в конце концов, себя не окупает, но мистер Макгроу делает его занимательным».
На картину обратил внимание и современный историк кино Спенсер Селби, написавший, что фильм рассказывает о «мстительном киллере, который сбегает из тюрьмы, похищая троих людей, из-за которых он оказался за решёткой», а Деннис Шварц назвал ленту «очень хорошим боевиком категории В об убийце, сбежавшем из тюрьмы „Фолсом“». Критик также отметил работу Файста, который «поставил этот плотный фильм нуар в суровом и увлекательном ключе». По мнению историка кино Хэла Эриксона, этот «лаконичный и неприхотливый фильм захватывает намного больше, чем многие более дорогие, наполненные звёздами фильмы нуар», добавив, что «своего пика напряжённости экранная игра в кошки-мышки достигает на шестидесятой минуте этого 65-минутного триллера». Гленн Эриксон назвал картину «уникальным маленьким триллером, в котором нет актёров с большими именами, но в нём много великолепных натурных съёмок». Майкл Кини отметил, что «напряжение в этой картине не отпускает ни на минуту», а «Макгроу со своим скрипучим голосом превосходен в роли убийцы и садиста. Сходную роль он сыграл в фильме „Агенты казначейства“ (1948), только на этот раз его можно видеть значительно больше, наверное, даже больше, чем способен вынести чересчур нежный зритель». По мнению Джеффа Стаффорда, «исходя из описания сюжета, может показаться, что это ещё один из бессчётного числа низкобюджетных криминальных триллеров, однако такое мнение будет ошибочным. Этот фильм производит сильное впечатление благодаря по-настоящему пугающей игре Чарльза Макгроу в роли убийцы Клугера. Именно его грозное присутствие и плотная постановка Феликса Фейста поднимают этот 67-минутный проходной фильм в ряды самых выдающихся фильмов категории В наряду с такими малоизвестными шедеврами фильма нуар, как „Препятствие“ (1951) и „Узкая грань“ (1952)».

### Оценка актёрской игры
Основные похвалы за актёрскую игру выпали на долю Чарльза Макгроу. В частности, по мнению Стаффорда, «устрашающая игра Макгроу в роли агрессивного психопата», столь же опасного, как и персонаж Уильяма Тэлмана в фильме нуар «Автостопщик» (1953), «заслуживает быть отмеченной какой-либо наградой». Гленн Эриксон отмечает, что «Майкл О’Ши в роли героя и Энтони Карузо в роли бандита выдают хорошо подготовленную игру, а испуганная заложница Вирджиния Грей играет сильно, даже несмотря на ограниченность своей роли». Однако, «главная роль здесь принадлежит Макгроу в роли маниакального беглеца Реда Клугера. Когда он никого не бьёт и не орёт на Кэрол, чтобы она заткнулась, Клугер смотрит пристальным взглядом, хмурится и скрежещет зубами. Он играет крутого парня когда наступает время экшна, но в остальное время тяготеет к кипению как чайник. Клугер заходит настолько далеко, насколько мог зайти негодяй в 1949 году под надзором Администрации Производственного кодекса. Он стреляет в копа, приказывает пытать старика, бьёт пистолетом нескольких людей, швыряет Кэрол на пол и разбивает стул о голову Рэя. Когда несчастный водитель трейлера наставляет на Клугера пистолет, он должен был стрелять сразу. Вместо этого Клугер втягивает испуганного человека в разговор, и можно догадаться, чем это заканчивается».